# Friars Point
Friars Point é uma cidade  localizada no estado americano de Mississippi, no Condado de Coahoma.

## Demografia
Segundo o censo americano de 2000, a sua população era de 1480 habitantes.
Em 2006, foi estimada uma população de 1379, um decréscimo de 101 (-6.8%).

## Geografia
De acordo com o United States Census Bureau tem uma área de
2,9 km², dos quais 2,9 km² cobertos por terra e 0,0 km² cobertos por água. Friars Point localiza-se a aproximadamente 53 m acima do nível do mar.

## Localidades na vizinhança
O diagrama seguinte representa as localidades num raio de 20 km ao redor de Friars Point.